# Clathria bulbosa
Clathria bulbosa är en svampdjursart som beskrevs av Hooper och Claude Lévi 1993. Clathria bulbosa ingår i släktet Clathria och familjen Microcionidae. Inga underarter finns listade i Catalogue of Life.